# Linia kolejowa Zeithain – Elsterwerda
Linia kolejowa Zeithain – Elsterwerda – ważna dwutorowa i zelektryfikowana linia kolejowa w Niemczech, w krajach związkowych Saksonia i Brandenburgia. Biegnie z Zeithain do Elsterwerdy. Jest częścią połączenia Berlin - Chemnitz.